# Demonax acanthocerus
Demonax acanthocerus är en skalbaggsart som först beskrevs av Ludwig Ganglbauer 1890.  Demonax acanthocerus ingår i släktet Demonax och familjen långhorningar. Inga underarter finns listade i Catalogue of Life.